# Мамелюци
Мамелюци е военна каста в средновековен Египет с огромно влияние в Близкия изток.
Води началото си от роби от азиатско-кавказки произход (тюрки, черкези, кюрди), купувани от владетелите на Египет и използвани като елитни войници:с. 116. През 1260 г. мамелюците завземат Йерусалим и провеждат систематична кампания по унищожаване на военните гарнизони на кръстоносците. В продължение на повече от 250 години Египет и Сирия са управлявани от мамелюкски султанат.
Подобно на еничарите, мамелюците представляват военно-политически елит, формиран от немюсюлмани-роби. Основната маса на египетските мамелюци се формира от роби, закупени от кавказките, тюркските и източнославянските народи.
Един от най-могъщите мамелюкски владетели, Байбарс (1260 – 1277 г.), се възкачва на власт, след като участва в разбиването на монголите при Айн Джалут през 1260 година. Това е определяно от историците като първото значимо противопоставяне на монголските завоевания.
През 15 век мамелюците се включват във войната срещу османските турци, които превземат Кайро през 1517 г. Османският владетел Селим I слага край на управлението на мамелюците и поставя неголям гарнизон в Кайро. Въпреки това мамелюците запазват известна автономност и власт.
През 18 век по време на упадъка на Османската империя, мамелюците съумяват да възстановят до известна степен властта си в Египет, но мамелюкският управител на Кайро е разбит от Наполеон по време на неговата Египетска кампания през 1798 година. През 1811 г. Мохамед Али паша избива останалите военачалници – мамелюци и поставя начало на династия, управлявала Египет повече от век.